# Benito Artalejo
Coronel Benito Artalejo fue un militar mexicano que participó en la Revolución mexicana y se levantó en armas a causa de la usurpación de Victoriano Huerta en 1913. Militó en las fuerzas que comandaba el general Manuel Chao. En mayo de 1914 se incorporó a la División del Norte, bajo las órdenes de Francisco Villa, por sus actos heroicos en la Batalla de Sayula. Por órdenes de Villa, Artalejo apresó al general Benjamín Yuriar con la ayuda de una escolta, al que después fusilaron por insubordinación. Operó en Coahuila por corto tiempo, pues murió en el batalla de El Coyote, en el que participaba bajo las órdenes de Martiniano Servín. En su honor, a la postre una brigada del ejército llevaría su nombre. 